# Maništušu
Maništušu je bil kralj Akadskega cesarstva, ki je vladal od leta 2276 do 2261 pr. n . št..
Bil je sin kralja Sargona Akadskega in kraljice Tašlultum, brat svečenice Enheduane in oče kasnejšega kralja Naram-Sina Akadskega. Nasledil ga je mlajši brat Rimuš, ko so Rimuša umorili njegovi dvorjani pa Maništušujev sin Naram-Sin.
Maništušu  je osvojil mesto Širasum v Elamu v sedanjem zahodnem/jugozahodnem Iranu. Z ladjevjem je odplul navzdol po Tigrisu, začel trgovati s 37 ljudstvi in hkrati pleniti njihove rudnike srebra. Leta 2260 pr. n. št. je uničil Ištarin tempelj v Ninivah.
| Vladarski nazivi  | Vladarski nazivi | Vladarski nazivi     |
| ----------------- | --- | -------------------- |
| Predhodnik: Rimuš | Kralj Akadskega cesarstva Kralj Kiša, Uruka, Lagaša in Ume Vladar Elama okoli 2205 - 2191 pr. n. št. (kratka kronologija) | Naslednik: Naram-Sin |